# Mame Coura Gueye
Pour les articles homonymes, voir Gueye.
Mame Coura Gueye, née le 17 mars 1974, est une escrimeuse sénégalaise.

## Carrière
Mame Coura Gueye est médaillée d'argent en sabre par équipes aux Championnats d'Afrique d'escrime 2009 à Dakar.